# Roy Clark (attore)
Roy Clark (Wellington, 11 marzo 1903 – Woodland Hills, 12 settembre 1993) è stato un attore neozelandese naturalizzato statunitense, attivo come attore bambino nel cinema muto dal 1912 al 1918 (tra i 9 e i 15 anni d'età).

## Biografia
Roy Clark nasce a Wellington in Nuova Zelanda nel 1903. 
Dal 1912 si affianca alla piccola Lillian Wade come l'attore bambino di punta della Selig Polyscope. Nella sua carriera, durata fino al 1918, Roy recita in oltre 35 pellicole. Viene spesso impiegato in ruoli da protagonista in cortometraggi come When the Circus Came to Town (1913), The Grate Impeeryul Sirkus (1914), Brick Top (1916) ed altri. L'attore ha occasione anche di recitare in alcuni lungometraggi, prima che la sua carriera si interrompa con il passaggio all'adolescenza. L'ultima sua interpretazione è a 15 anni nel film A Woman's Fool (1918), con la regia di John Ford. 
La vita adulta di Roy Clark si svolge interamente al di fuori del mondo dello spettacolo. Clark muore nel 1993 a 90 anni d'età. Sposatosi con Alma F. Clark, la coppia è insieme sepolta al Forest Lawn Memorial Park (Hollywood Hills), presso Los Angeles in California.

## Riconoscimenti
- Young Hollywood Hall of Fame (1908-1919)

## Filmografia
- A Waif of the Sea, regia di Colin Campbell - cortometraggio (1912)
- Me an' Bill, regia di Colin Campbell - cortometraggio (1912)
- The Lake of Dreams, regia di Fred Huntley - cortometraggio (1912)
- The Little Indian Martyr, regia di Colin Campbell - cortometraggio (1912)
- A Little Hero, regia di Colin Campbell - cortometraggio (1913)
- Love Before Ten, regia di Lem B. Parker - cortometraggio (1913)

- The Tattle Battle, regia di Lem B. Parker - cortometraggio (1913)
- The Noisy Six, regia di Colin Campbell - cortometraggio (1913)
- When the Circus Came to Town, regia di Colin Campbell - cortometraggio (1913)
- Sissybelle, regia di Lem B. Parker - cortometraggio (1913)
- The Probationer, regia di Fred Huntley - cortometraggio (1913)
- Movin' Pitchers, regia di E.A. Martin - cortometraggio (1913)
- Granddaddy's Boy, regia di Norval MacGregor - cortometraggio (1913)
- His Sister, regia di Edward LeSaint - cortometraggio (1913)
- On the Breast of the Tide, regia di Colin Campbell - cortometraggio (1914)
- Reconciled in Blood, regia di Edward LeSaint - cortometraggio (1914)
- The Uphill Climb, regia di Colin Campbell - cortometraggio (1914)
- Venus and Adonis, regia di Otis Turner - cortometraggio (1914)
- The Cop on the Beat, regia di Edward LeSaint - cortometraggio (1914)
- Two Little Vagabonds, regia di Henry Otto - cortometraggio (1914)
- The Salvation of Nance O'Shaughnessy, regia di Colin Campbell - cortometraggio (1914)
- The Going of the White Swan, regia di Colin Campbell - cortometraggio (1914)
- The Grate Impeeryul Sirkus, regia di E.A. Martin - cortometraggio (1914)
- At the Transfer Corner, regia di Norval MacGregor - cortometraggio (1914)
- Ingratitude of Liz Taylor, regia di Edward LeSaint - cortometraggio (1915)
- The Rosary, regia di Colin Campbell (1915)
- The Blood Seedling, regia di Tom Santschi - cortometraggio (1915)
- The Chronicles of Bloom Center, regia di Marshall Neilan - serial cinematografico (1915)
- The Run on Percy, regia di Sidney Smith - cortometraggio (1915)
- The Dream of Eugene Aram, regia di Colin Campbell - cortometraggio (1916)
- Brick Top, regia di John McDermott - cortometraggio (1916)
- Us Kids, regia di  Lule Warrenton - cortometraggio (1916)
- A Bit o' Heaven, regia di Lule Warrenton (1917)
- I miei fidanzati (Captain Kiddo), regia di W. Eugene Moore - cortometraggio (1917)
- Her Salvation - cortometraggio (1917)
- Inganno di donna (A Woman's Fool), regia di John Ford (1918)